# Seznam představitelů městské části Brno-Starý Lískovec
Seznam představitelů městské části Brno-Starý Lískovec.

## Starostové po roce 1989
| Ve funkci                   | Jméno         | Strana                                                  |
| 1990 – 1994                 |               |                                                         |
| 1994 – 1998                 |               |                                                         |
| 1998 – 2002                 | Miloš Demel   | ODS                                                     |
| 2002 – 2006 (2007*)         | Petr Hudlík   | NEZÁVISLÍ (volby 2002) Nezávislí demokraté (volby 2006) |
| 7. 3. 2007 – 15. 11. 2010   | Vladan Krásný | ODS                                                     |
| 15. 11. 2010 – 26. 11. 2014 | Vladan Krásný | ODS                                                     |
| 26. 11. 2014 – 21. 11. 2018 | Vladan Krásný | ODS                                                     |
| 21. 11. 2018 – úřadující    | Vladan Krásný | ODS                                                     |

- Úřadující starosta P. Hudlík po volbách v říjnu 2006 v nichž nezískal očekávaný počet hlasů, napadl platnost voleb u krajského soudu v Brně. Ten mu dal zapravdu a nařídil nové volby.[5] Ústavní soud ale rozhodnutí krajského soudu zrušil a prohlásil volby za platné.[6] Proto se stavujícího zasedání nově zvoleného Zastupitelstva městské části Brna–Starý Lískovec konalo až 7. 3. 2007.